# Nof HaGalil
Nof HaGalil è una città di Israele, situata nel distretto Settentrionale, nella regione storica della Galilea. Fondata nel 1957 con il nome di Nazareth Illit, il nome della città è stato cambiato in Nof HaGalil nel 2019. Situata in una regione a maggioranza araba, Nof HaGalil costituisce una città a maggioranza ebraica, anche se negli ultimi decenni vi si è stabilita una vasta comunità di arabi palestinesi, in maggioranza cristiani.

## Società
La maggioranza della popolazione è costituita da ebrei, originari principalmente dei paesi dell'ex Unione Sovietica. La comunità russa di Nof HaGalil rappresenta infatti una delle principali di tutta Israele. In città vi si sono stabiliti migliaia di Bnei Menashe originari dell'India.
Nel corso degli ultimi decenni si è stabilita in città una vasta comunità araba palestinese, principalmente cristiana e tendenzialmente benestante, spinta dalla sovrappopolazione dei vicini insediamenti arabi. Gli arabi costituiscono poco meno di un terzo della popolazione e sono concentrati in particolare nel quartiere Hakramim. Le istituzioni cittadine si sono però rivelate attive nel voler preservare il carattere ebraico della città, rifiutandosi di venire incontro alle esigenze della minoranza araba e di permettere la costruzione di chiese, moschee, cimiteri o scuole arabe. Il quartiere Hakramim rimase per anni sfornito dei servizi essenziali. La comunità araba della città è quindi costretta a rimanere legata alla vicina Nazareth dal punto di vista educativo, lavorativo, religioso e relazionale. La situazione ha generato malcontenti tra la comunità araba, che si è raccolta in liste elettorali e comitati, lamentando l'esclusione da parte delle istituzioni, malgrado il proprio contributo sotto forma di tasse municipali.

## Amministrazione

### Gemellaggi
- San Miguel de Tucumán
- Leverkusen
- Klagenfurt am Wörthersee
- Győr
- Černivci
- Saint-Étienne
- Alba Iulia
- Kikinda